# Bill Gilligan
William „Bill“ Gilligan (* 5. August 1954 in Beverly, Massachusetts) ist ein ehemaliger US-amerikanischer Eishockeyspieler und derzeitiger -trainer. Von 2009 bis 2011 war er Cheftrainer der österreichischen Nationalmannschaft.

## Karriere
Bill Gilligan absolvierte als Spieler 301 Partien als rechter Flügel in US-amerikanischen Profi- und Universitätsligen sowie in der österreichischen 1. Liga. Dabei stand er unter anderem für die Cincinnati Stingers in der World Hockey Association und die Hampton Gulls in der American Hockey League auf dem Eis. Er erzielte dabei 217 Tore und verbuchte 271 Assists.

### Trainerkarriere
Im Alter von 31 Jahren übernahm Bill Gilligan 1984 in Österreich seinen ersten Trainerposten beim österreichischen Rekordmeister KAC und gewann viermal den österreichischen Titel (1985–1988). Davor war er bereits Spielertrainer beim Wiener EV in der Saison 1981/82 und beim WAT Stadlau in der Saison 1982/83. Anschließend wechselte er zum SC Bern in die Schweiz, wo er in vier Jahren drei Mal Meister und einmal Vizemeister wurde. Danach trainierte Bill Gilligan die U20-Nationalmannschaft der Schweiz und anschließend die A-Nationalmannschaft.
Danach kehrte Bill Gilligan zurück in die USA, wo er an der University of Massachusetts als Trainer arbeitete. Zwischenzeitlich trat er von 2003 bis 2005 auch als Scout des NHL-Franchises Los Angeles Kings auf. Er kam aber 2005 erneut nach Europa und trainierte bis 2007 den Schweizer National-League-A-Klub Rapperswil-Jona Lakers.
Ab der Saison 2008/09 stand Gilligan bei den Graz 99ers unter Vertrag, die es unter seiner Führung erstmals nach vier Jahren wieder in die Playoffs schafften und hier auch das erste Playoff-Spiel der Vereinsgeschichte gewinnen konnten. In der Saison 2009/10 beschloss die Mannschaft erstmals den Grunddurchgang der österreichischen Liga auf dem ersten Platz. Seine Tätigkeit endete nach dem Spieljahr 2010/11.
Parallel trainierte Bill Gilligan von August 2009 bis 2011 die österreichische A-Nationalmannschaft.
Ab der Saison 2014/15 trat er als Associate Coach der Herreneishockeymannschaft am Merrimack College in North Andover im US-Bundesstaat Massachusetts in Erscheinung.

## Erfolge und Auszeichnungen

### Als Trainer
- Vierfacher Österreichischer Meister mit dem EC KAC in den Jahren 1985–1988
- Dreifacher Schweizer Meister mit dem SC Bern in den Jahren 1989, 1991 und 1992
- Bronzemedaille bei der Junioren-Weltmeisterschaft 1998

## Karrierestatistik

### International
Vertrat die USA bei:
- Weltmeisterschaft 1978
- B-Weltmeisterschaft 1983

(Legende zur Spielerstatistik: Sp oder GP = absolvierte Spiele; T oder G = erzielte Tore; V oder A = erzielte Assists; Pkt oder Pts = erzielte Scorerpunkte; SM oder PIM = erhaltene Strafminuten; +/− = Plus/Minus-Bilanz; PP = erzielte Überzahltore; SH = erzielte Unterzahltore; GW = erzielte Siegtore; 1 Play-downs/Relegation; Kursiv: Statistik nicht vollständig)